# Freilauf (Biologie)

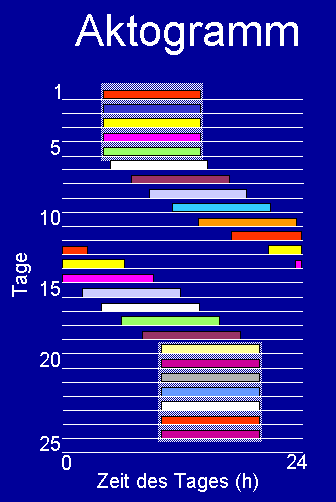
Fiktives Aktogramm.
y-Achse: Tage (1–25), x-Achse: Uhrzeit.

Unter Freilauf (engl. freerun) versteht man in der Chronobiologie die freie Äußerung eines endogenen Circa-Rhythmus ohne Synchronisation durch einen Zeitgeber wie beispielsweise Licht.
Im Aktogramm rechts wird eine circadiane Aktivität dargestellt. An den ersten 5 Tagen findet eine Synchronisation durch Licht statt. Nach Ausbleiben des Zeitgebers Licht ab Tag 6 beginnt der Freilauf: Die Aktivität beginnt jeden Tag etwas später. 
Die Freilauf-Periode (τ) ist bei diesem Beispiel länger als 24 Stunden, daher verschieben sich die Beginnzeiten auf der 24-Stunden-Skala nach rechts.
Ab Tag 19 wird der Freilauf wieder durch Lichtgabe „eingefangen“, das heißt, der endogene Rhythmus wird wieder synchronisiert.